# Real Sociedad de Zacatecas

Vereinslogo

Real Sociedad Deportiva de Zacatecas, in der Regel nur verkürzt als Real Sociedad de Zacatecas bezeichnet, war ein mexikanischer Fußballverein aus der im gleichnamigen Bundesstaat gelegenen Stadt Zacatecas. Seine Heimspiele trug er im Estadio Francisco Villa aus.

## Vorgeschichte (Mineros de Zacatecas)
Erstmals in der Saison 1986/87 war die Stadt – und mit ihr der gesamte Bundesstaat – durch die Mineros de Zacatecas im Profifußball vertreten. Der Verein stieg bereits nach einer Saison aus der zweiten Liga ab und wurde eine weitere Spielzeit später aufgelöst, hatte also nur ein Dasein von zwei Jahren. Unter derselben Bezeichnung wurde mit Wirkung vom 28. Mai 2014 ein neuer Verein gegründet, der einen Startplatz in der zweiten Liga erhielt.

## Geschichte von Real Sociedad
Mit der Gründung von Real Sociedad de Zacatecas im Jahr 1996 und seiner Aufnahme in die Primera División 'A' zu Beginn der Saison 1996/97 begann ein neues Kapitel in der Geschichte des Profifußballs von Zacatecas. 
Gleich in ihrer ersten Halbsaison (Invierno 1996) erreichte die neu formierte Mannschaft das Halbfinale, wo sie jedoch deutlich mit 0:2 und 1:5 gegen Atlético Hidalgo unterlag. In der zweiten Halbsaison (Verano 1997) wurde Real Sociedad Gruppensieger vor dem späteren Aufsteiger CF Pachuca und stieß in den Play-offs bis ins Finale vor. Dort traf man erneut auf Pachuca und unterlag diesmal knapp mit 1:2 und 0:0. 
In den folgenden Spielzeiten konnte Real Sociedad sich nur noch zweimal für die Play-offs qualifizieren: Im Torneo Invierno 1999, dem Hinrundenturnier der Saison 1999/00, scheiterte Real im Halbfinale gegen den späteren Meister und Aufsteiger Deportivo Irapuato (0:1 und 1:1) und ein Jahr später, im Viertelfinale des Torneo Invierno 2000, gegen den späteren Meister Gallos de Aguascalientes (2:3 und 0:1).
Nach der Saison 2002/03 wurde die Lizenz des Vereins für die Spielberechtigung in der Primera División 'A' an den Estudiantes de Altamira FC übertragen und die Mannschaft von Real Sociedad aufgelöst. Seither war kein Verein aus Zacatecas mehr in der zweiten mexikanischen Fußball-Liga vertreten.